# Anicius
Anicius Chamberlin, 1925 è un genere di ragni appartenente alla famiglia Salticidae.

## Distribuzione
L'unica specie nota di questo genere è endemica del Messico..

## Tassonomia
A maggio 2010, si compone di 1 specie:
- Anicius dolius Chamberlin, 1925[2] — Messico